# روبرت باستور
روبرت باستور (بالإنجليزية: Robert Pastor)‏ هو كاتب أمريكي، ولد في 10 أبريل 1947 في نيوآرك في الولايات المتحدة، وتوفي في 8 يناير 2014 في واشنطن العاصمة في الولايات المتحدة.